# Сильвестр, Якуб
Я́куб Сильве́стр (словац. Jakub Sylvestr; род. 2 февраля 1989, Банска-Бистрица) — словацкий футболист, нападающий клуба «Жальгирис».

## Клубная карьера
Якуб Сильвестр начал свою карьеру в молодёжной команде «Юпие-Подлавице». В 2004 году он перебрался оттуда в молодёжную академию «Дуклы», а через год оказался в системе братиславского «Слована». В 2007 году Якуб был включен в основной состав столичного гранда и уже в июне забил свой первый гол, поразив ворота «Дифферданджа» в рамках Кубка Интертото. Вторую половину сезона 2008/09 Сильвестр провёл в «Петржалке» на правах аренды, за которую 4 апреля 2009 года сделал первый в карьере хет-трик, не оставивший ни единого шанса соперникам из «Татрана».
Вернувшись в «Слован», Сильвестр вместе с командой, которая выиграла золотые медали Цоргонь-лиги, принял участие в квалификации Лиги чемпионов. Якуб забил один из мячей в ответной игре второго квалификационного раунда со «Зриньски», но не смог ничем помочь в матчах с «Олимпиакосом», разгромившим словаков с общим счётом 4:0. Что касается защиты чемпионского титула, то «Слован» здесь также потерпел неудачу, уступив титул «Жилине». В 2010 году, под самый конец летнего трансферного окна, словак перешёл в загребское «Динамо», где в течение 2 сезонов почти ничем себя не проявил.
16 июня 2012 года было официально объявлено о переходе Сильвестра в «Эрцгебирге Ауэ». Уже после первого раунда Кубка Германии словак заставил говорить о себе немецкие СМИ, дважды забив и один раз отдав голевой пас в игре с франкфуртским «Айнтрахтом». Однако с декабря 2012 года у Якуба настала голевая засуха, которая продолжалась до тех пор, пока новым тренером «фиолетовых» не стал Фалько Гёц. Работа с новым наставником немедленно стала приносить плоды — в матче с «Гертой» Сильвестр сразу же отличился дублем. После окончания сезона клуб, никоим образом не сомневаясь в бомбардирских качествах игрока, продлил с ним контракт до 2016 года. Начало сезона 2013/14 выдалось для Сильвестра крайне успешным: в первом туре его дубль принёс «Ауэ» 3 очка в гостевой игре с «Ингольштадтом», а ещё через неделю Якуб записал на свой счёт гол в ворота «Зандхаузена», ставший победным и единственным в матче. Частая результативность и бессменный выход в основном составе команды сделали словака лучшим бомбардиром Второй Бундеслиги с 15 мячами.
4 июня 2014 года Сильвестр официально подписал трёхлетний контракт с «Нюрнбергом». 3 августа он снова забил в дебюте за новый клуб, на этот раз поразив ворота своей бывшей команды — «Эрцгебирге Ауэ». 13 января 2016 года Сильвестр был отдан клубу «Падерборн 07» в аренду до конца сезона 2015/16.

## Достижения
Индивидуальные
- Лучший бомбардир Второй Бундеслиги (1): 2013/14